# The A.V. Club
The A.V. Club es un sitio de entretenimiento con reseñas de películas, música, televisión, libros y juegos, así como entrevistas y otras ofertas regulares que examinan nuevos medios, medios clásicos y otros elementos de la cultura popular. The A.V. Club fue creado inicialmente en 1993 como una parte suplementaria de The Onion y tuvo una presencia mínima en el sitio web de The Onion en sus primeros años. Sin embargo, un rediseño del sitio web en 2005 puso a The A.V. Club en una posición más prominente, permitiendo que su identidad en línea crezca. A diferencia de su publicación principal, The A.V. Club no es satírico.
El nombre de la publicación es una referencia a los clubes audiovisuales escolares, «compuesto por un grupo de geeks que sabían cómo dirigir las filminas y los proyectores de cine».

## Historia
En 1993, cinco años después de la fundación de The Onion en la Universidad de Wisconsin-Madison, el estudiante de UWM Stephen Thompson lanzó una sección de entretenimiento, más tarde renombrada The A.V. Club, como parte del rediseño del periódico en 1995.
The Onion y The A.V. Club hicieron su debut en Internet en 1996. The A.V. Club adquirió su propio nombre de dominio de Internet en diciembre de 1999.
En diciembre de 2004, Stephen Thompson dejó su cargo como editor fundador de The A.V. Club. El sitio web de The A.V. Club fue rediseñado en 2005 para incorporar blogs y comentarios de lectores. En 2006, junto con otro rediseño, el sitio web cambió su modelo para comenzar a agregar contenido sobre una base diaria, en lugar de semanal.
Según Sean Mills, entonces presidente de The Onion, el A.V. El sitio web del club recibió más de un millón de visitantes únicos por primera vez en octubre de 2007. A finales de 2009, se informó que el sitio web recibía más de 1,4 millones de visitantes únicos y 75 000 comentarios al mes.
El 9 de diciembre de 2010, el ya desaparecido sitio web ComicsComicsMag reveló que una reseña del libro Genius, Isolated: The Life and Art of Alex Toth hecha por The A.V. Club había sido fabricada; el libro aún no había sido publicado o incluso completado por los autores. La reseña ofensiva fue retirada de The A.V. Club y el entonces editor Keith Phipps publicó una disculpa en el sitio web. Leonard Pierce, el autor de la reseña, fue despedido de su papel autónomo con el sitio web.
En su apogeo, la versión impresa de The A.V. Club estaba disponible en 17 ciudades diferentes. También se mantuvieron secciones localizadas del sitio web, con reseñas y noticias relevantes para ciudades específicas. La versión impresa y los sitios web localizados se interrumpieron gradualmente junto con la versión impresa de The Onion, y en diciembre de 2013, la publicación cesó en los últimos tres mercados.

### Salidas de personal de alto nivel de 2012-14
El 13 de diciembre de 2012, el escritor y editor de mucho tiempo Keith Phipps, que supervisó el desarrollo del sitio web durante ocho años después de que Stephen Thompson se marchara, renunció a su cargo como editor de The A.V. Club. Dijo «Onion, Inc. y yo hemos llegado a una separación mutua de caminos».
El 2 de abril de 2013, el periodista y crítico de cine Scott Tobias renunció a su papel de editor de cine de The A.V. Club.
El 26 de abril de 2013, los escritores Nathan Rabin, Tasha Robinson y Genevieve Koski anunciaron que también dejarían el sitio web para comenzar a trabajar en un nuevo proyecto junto a Tobias y Phipps, con Koski indicando en su Twitter que ella seguiría escribiendo artículos independientes. En la sección de comentarios del artículo anunciando las salidas, el escritor Noel Murray anunció que también se uniría a su proyecto, pero continuaría contribuyendo a The A.V. Club en capacidad reducida. El 30 de mayo de 2013, se anunció que los seis escritores formarían parte del equipo directivo de The Dissolve, un sitio web de cine dirigido por Pitchfork Media.
En abril y junio de 2014, los escritores Kyle Ryan, Sonia Saraiya y Todd VanDerWerff dejaron el sitio web para ocupar puestos en Entertainment Weekly, Salon.com y Vox Media, respectivamente.  En 2015, Ryan volvió a The Onion para una posición en desarrollo. Nathan Rabin también volvió a escribir para el sitio web de manera independiente en mayo de 2015, incluida la renovación de su columna regular My World of Flops, después de su salida de The Dissolve a principios de ese mes. The Dissolve cerró en julio de 2015.

### Serie de televisión
El 16 de febrero de 2017, el editor de The A.V. Club, John Teti, publicó un artículo en la página web anunciando el próximo lanzamiento de una serie de televisión basada en el sitio web, también titulada The A.V. Club. La serie, conducida por Teti, comenzó a emitirse en Fusion el 16 de marzo de 2017. La serie ofrece noticias, críticas y discusiones sobre varios temas de cultura popular y presenta miembros del personal de la página web.

## Libros
En 2002, The A.V. Club publicó una colección de 68 entrevistas que se habían presentado en ediciones anteriores, titulado The Tenacity of the Cockroach: Conversations With Entertainment's Most Enduring Outsiders (ISBN 1-4000-4724-2).
El 13 de octubre de 2009 fue lanzado el segundo libro de The A.V. Club, Inventory: 16 Films Featuring Manic Pixie Dream Girls, 10 Great Songs Nearly Ruined by Saxophone, and 100 More Obsessively Specific Pop-Culture Lists (ISBN 1-4165-9473-6), con una combinación de listas antes publicadas y material ya publicado en la página web de The A.V. Club.
The A.V. Club lanzó My Year of Flops: The A.V. Club Presents One Man's Journey Deep into the Heart of Cinematic Failure (ISBN 1-4391-5312-4) el 19 de octubre de 2010. El libro consta de entradas tomadas de la columna recurrente de la página web, My Year of Flops, junto con material nuevo no previamente disponible. Es el primer lanzamiento del The A.V. Club acreditado a un solo autor, Nathan Rabin.

## Listas de fin de año
A partir de 1999, sólo se publicaron listas escritas por escritores individuales. A partir de 2006, The A.V. Club comenzó a publicar y listas de fin de año de películas y álbumes de consenso de todo el sitio web. Las listas de escritores individuales siguen siendo publicadas junto con la lista de consenso del sitio web. Las listas anuales de televisión comenzaron en 2010.

### Álbum del año
| Año  | Artista         | Álbum                             | País           | Ref.   |
| ---- | --------------- | --------------------------------- | -------------- | ------ |
| 2006 | The Hold Steady | Boys and Girls in America         | Estados Unidos | [ 25 ] |
| 2007 | Arcade Fire     | Neon Bible                        | Canadá         | [ 26 ] |
| 2008 | TV on the Radio | Dear Science                      | Estados Unidos | [ 27 ] |
| 2009 | Phoenix         | Wolfgang Amadeus Phoenix          | Francia        | [ 28 ] |
| 2010 | Kanye West      | My Beautiful Dark Twisted Fantasy | Estados Unidos | [ 29 ] |
| 2011 | Wye Oak         | Civilian                          | Estados Unidos | [ 30 ] |
| 2012 | Frank Ocean     | Channel Orange                    | Estados Unidos | [ 31 ] |
| 2013 | Kanye West      | Yeezus                            | Estados Unidos | [ 32 ] |
| 2014 | Angel Olsen     | Burn Your Fire for No Witness     | Estados Unidos | [ 33 ] |
| 2015 | Kendrick Lamar  | To Pimp a Butterfly               | Estados Unidos | [ 34 ] |
| 2016 | David Bowie     | Blackstar                         | Reino Unido    | [ 35 ] |

### Película del año
| Año  | Director             | Película               | País                              | Ref.   |
| ---- | -------------------- | ---------------------- | --------------------------------- | ------ |
| 2006 | Alfonso Cuarón       | Children of Men        | Estados Unidos Reino Unido México | [ 36 ] |
| 2007 | Hermanos Coen        | No Country for Old Men | Estados Unidos                    | [ 37 ] |
| 2008 | Andrew Stanton       | WALL·E                 | Estados Unidos                    | [ 38 ] |
| 2009 | Kathryn Bigelow      | The Hurt Locker        | Estados Unidos Canadá Francia     | [ 39 ] |
| 2010 | Debra Granik         | Winter's Bone          | Estados Unidos                    | [ 40 ] |
| 2011 | Terrence Malick      | El árbol de la vida    | Estados Unidos                    | [ 41 ] |
| 2012 | Paul Thomas Anderson | The Master             | Estados Unidos                    | [ 42 ] |
| 2013 | Richard Linklater    | Before Midnight        | Estados Unidos                    | [ 43 ] |
| 2014 | Richard Linklater    | Boyhood                | Estados Unidos                    | [ 44 ] |
| 2015 | George Miller        | Mad Max: Fury Road     | Australia Estados Unidos          | [ 45 ] |
| 2016 | Kenneth Lonergan     | Manchester by the Sea  | Estados Unidos                    | [ 46 ] |

### Serie de televisión del año
| Año  | Serie                                             | Canal | País           | Ref.   |
| ---- | ------------------------------------------------- | ----- | -------------- | ------ |
| 2010 | Breaking Bad                                      | AMC   | Estados Unidos | [ 47 ] |
| 2011 | Louie                                             | FX    | Estados Unidos | [ 48 ] |
| 2012 | Breaking Bad                                      | AMC   | Estados Unidos | [ 49 ] |
| 2013 | Enlightened                                       | HBO   | Estados Unidos | [ 50 ] |
| 2014 | Hannibal                                          | NBC   | Estados Unidos | [ 51 ] |
| 2015 | Mad Men                                           | AMC   | Estados Unidos | [ 52 ] |
| 2016 | The People v. O. J. Simpson: American Crime Story | FX    | Estados Unidos | [ 53 ] |